# Mikos család
A tarródházi nemes és báró Mikos család egyike a XVII. században nemesített magyar családoknak.

## Története
A család első ismert ősének, Mikos Márton vasi esküdtnek, 1669. október 23-án adott nemesi címerlevelet I. Lipót király. Ezt a nemesítést Vas vármegye 1870-ben ki is hirdette. Márton unokája, Károly (1709–1783) bár kőszegi ügyvéd volt, kimaradt az 1754-55-ös nemesi összeírásból. Fia, László (1747–1838) vasi főjegyző 1776-ban királyi adományt kapott Taródháza községre, ahonnan előnevét vette a család. László nagy karriert futott be, 1786-ban kerületi, majd 1788-ban királyi táblai ülnök lett, 1813-ban kancelláriai tanácsossá nevezték ki, majd érdemei elismeréséül 1825. december 9-én bárói rangot kapott I. Ferenctől. Megemlítendő még László fia, János, aki Vas vármegye főszolgabírói tisztét töltötte be.

## Címere
Balogh Gyula szerint a nemesi címer a következő:
Czimer: kék udvarban, zöld téren, álló oroszlán, jobb lábával pálmaágat tart. A sisak koronáján kiterjesztett szárnyu fehér galamb, csőrében pálmaággal. Foszladék: jobbról arany-kék, balról ezüst-vörös.
Alább pedig a bárói címer ugyanonnan:
A bárói czimer: a paizs-udvar négy egyenlő részre oszlik, az első és negyedik arany, s mindenikben egy-egy szerecsen fej, a nyakán györgy-sorral; a második és harmadik rész kék, s mindenikben álló, jobbra forduló ezüst griff. A sisakon bárói korona, azon jobbról is, balról is egy-egy koronás sisak; a sisak nyakán arany-láncz medallionnal. A korona közepéről a jobb oldalon, amint a festett czimer mutatja, kék ruhás nő, (a szöveg férfiut említ), emelkedik ki, szétbontott haja a hátára hull, jobb kezével ferdén kardot tart, a ballal egy vörös szivet emel arczával egy vonalra. A bal korona felett ágyékával ezüst griff emelkedik s jobbra fordul. Foszladék: a jobb sisak körül: arany-fekete, a bal sisak körül: ezüst-kék. Paizstartók: jobbról ezüst egyszarvu, balról párducz.